# 구산천 (경상남도)
구산천(龜山川)은 경상남도 김해시 부원동에서 발원하여 부산광역시 강서구 죽동동 호계천으로 합류하는 지방하천이다. 서낙동강 수계의 지방하천으로 호계천의 제 1지류이다. 하천연장은 0.9㎞, 유로연장 1.46㎞, 유역면적 1.34km2이다. 하상경사는 1/435이다. 하천의 토양은 모래와 자갈이 섞여 있다.
김해시 강동에도 부원동에선 발원한 구산천이 흐르고 있다. 부산김해경전철 부원역과 김해시청역 근처에서 흐르고 있다.